# Edward Santana
Edward Santana Pimentel (Hato Mayor del Rey, Hato Mayor, 20 de abril de 1980) es un baloncestista dominicano que actualmente pertenece a los Indios de San Francisco de Macoris de la Liga Nacional de Baloncesto. También juega para la Selección nacional de baloncesto de la República Dominicana en las competiciones internacionales. Con 2,03 metros de estatura, juega en las posiciones de ala-pívot y alero.

## Trayectoria deportiva

### Primeros años
A los 16 años, Santana emigró a España para jugar en la Liga EBA con el Fórum Filatélico Valladolid desde 1996 hasta 1998, después jugó una temporada con el Club Fundación Cáceres en 1999-2000, luego jugó una temporada con el Club Cash Lepe en 2000-2001.

### Profesional
Después jugar en la Liga EBA, Santana jugó 5 partidos en la Liga ACB con el Club Baloncesto Breogán en la temporada 2000-2001, luego en la temporada 2001-2002, jugó seis partido con el mismo club. A principios de abril de 2002, su unió al Baloncesto Porriño de la LEB 2, donde jugó 6 partidos; 3 de la regular y 3 de los playoffs. A finales de marzo de 2003, regresó a la Liga EBA con el club Sarria con los que disputó 4 partidos de la regular promediando 20,3 puntos y 10,8 rebotes por partido. En mayo de 2003, se regresó con el Club Baloncesto Breogán, donde disputó 5 partidos. 
En septiembre de 2003, se unió al Club Baloncesto Los Barrios de la Liga LEB, donde jugó los 34 partidos de la liga regular de 2003-04 promediando 7,8 puntos y seis rebotes en 19,4 minutos por partido. En la temporada 2004-05 de la Liga LEB, Santana disputó 24 encuentros pero tuvo menos protagonismo en esta temporada, ya que su tiempo de juego descendió de 19,4 de la temporada pasada a 13,5 minutos en esta temporada. Santana finalizó promediando 4,6 puntos y 3,5 rebotes por partido. 
Después de finalizar su temporada con el C.B. Los Barrios, regresó a Dominicana para disputar la temporada inaugural de la Liga Dominicana de Baloncesto con los Cañeros de La Romana. Con los Cañeros, Santana disputó 17 partidos de la temporada regular en los que promedió 19,7 puntos, 11,4 rebotes y 2,7 asistencias por partido con un 60% de acierto de tiros de campo, a pesar de su rendimiento los Cañeros tuvieron el peor récord de la liga tras finalizar con un récord de 3 ganados y 18 perdidos. Santana finalizó líder en rebotes de la liga (11,4) y segundo en anotación con sus 19,7 puntos por juego. 
En septiembre de 2005, se unió al Melilla Baloncesto de la Liga LEB para disputar la temporada 2005-06 de la liga. Santana jugó todos los encuentros del club promediando 10,7 puntos, 7,6 rebotes y 1,2 tapones en 24,5 minutos por partido en la temporada regular. En la temporada de 2006 de la Liga Dominicana de Baloncesto, Santana promedió 16,2 puntos, 8,3 rebotes y 1,7 asistencias en 28,1 minutos por partido mientras lideró a los Cañeros de La Romana al segundo lugar del circuito sur de la liga, pero no pudo disputar la postemporada debido a que tuvo que regresar a España para jugar con el C.B. Rosalía de Castro.
En la temporada de 2006-07 de la liga LEB Plata, Santana ganó el campeonato de la Liga Española de Baloncesto Plata después de que el C.B. Rosalía de Castro derrotó al C.B. Canarias. Luego de finalizar la temporada de la LEB Plata, regresó con los Cañeros de La Romana, los cuales no pudieron acceder a los playoffs de 2007.
En septiembre de 2007, se unió al Club Deportivo Maristas Palencia de la Liga Española de Baloncesto Plata. Esa temporada, jugó los 34 partidos de la temporada regular y promedió 15,1 puntos, 9,3 rebotes y 1,8 robos por partido con 21,4 de valoración. Después de la conclusión de la temporada 2007-08 de la Liga Española de Baloncesto Plata, Santana regresó con los Cañeros de La Romana participando en 15 partidos de la serie regular, pero no tuvieron éxito para llegar a los playoffs.
En septiembre de 2008, se unió al Club Baloncesto Plasencia de la Liga Española de Baloncesto Plata para la temporada 2008-2009. Al terminar esa temporada, Santana no jugó con los Cañeros de La Romana debido a que la campaña de 2009 fue cancelada.
Santana jugó su última temporada en España con el Club Baloncesto Clavijo en la Liga Española de Baloncesto Plata en la temporada 2009-2010. En la 1ª fase, promedió 12,8 puntos en 20 partidos con una valoración de 16,8, en la 2ª fase, promedió 14,9 puntos en 21 partidos con una valoración de 14,9 y en los playoffs promedió 16,2 puntos en 9 encuentros con una valoración de 17,3.
En la temporada de 2010 de la LNB, Santana lideró a los Cañeros de La Romana a su primer título de la LNB, siendo elegido Jugador Más Valioso de la Serie Final tras promediar 15,4 puntos, 10,2 rebotes y una asistencia por partido con un acierto de 57% de tiros de campo.

## Selección Dominicana
Santana hizo su debut con la Selección nacional de baloncesto de la República Dominicana en la Copa Continental Tuto Marchandel, contra Puerto Rico, donde consiguió 3 puntos y 4 rebotes en 18 minutos de juego. Fue parte de la selección que participó en el Campeonato FIBA Américas de 2013 en Caracas, Venezuela. La Selección Dominicana finalizó en cuarto lugar clasificando para el Campeonato Mundial de 2014.
Santana ayudó a la selección nacional a ganar la medalla de bronce en el Centrobasket 2014, después de derrotar a Cuba en el partido por la medalla de bronce con un resultado de 75 por 66. En el partido, Santana registró 16 puntos, 8 rebotes y 5 robos, siendo el líder del partido en cada categoría. En 6 partidos de la competición, Santana disputó una media de 27 minutos por partido y promedió 10,8 puntos, 5,3 rebotes, 1,5 asistencias y 1,5 robos por partido.
Fue parte de la Selección de la República Dominicana que participó en la Copa del Mundo de 2014 en España. Santana solo jugó dos partido promediando 5,5 puntos y 1,5 rebotes en 10 minutos por partido.